# Hans-Georg Reimann
Hans-Georg Reimann (ur. 24 sierpnia 1941 w Stariškė w rejonie szyłokarczemskim) – niemiecki lekkoatleta chodziarz startujący w barwach NRD, medalista olimpijski i mistrzostw Europy.
Urodził się na terytorium obecnej Litwy, w okręgu Kłajpedy przyłączonym wówczas do III Rzeszy.
Specjalizował się w chodzie na 20 kilometrów. W wieku 21 lat zdobył srebrny medal w tej konkurencji na mistrzostwach Europy w 1962 w Belgradzie, przegrywając jedynie z Kenem Matthewsem z Wielkiej Brytanii. Na kolejne medale wielkiej imprezy musiał jednak czekać 10 lat. Na igrzyskach olimpijskich w 1964 w Tokio zajął 12. miejsce w chodzie na 20 kilometrów. Został zdyskwalifikowany na tym dystansie na mistrzostwach Europy w 1966 w Budapeszcie. Na igrzyskach olimpijskich w 1968 w Meksyku zajął 7. miejsce. Na mistrzostwach Europy w 1969 w Atenach był piąty w tej konkurencji.
Zwyciężył w finale Pucharu Świata w chodzie w 1970 w Eschborn w chodzie na 20 kilometrów. Na mistrzostwach Europy w 1971 w Helsinkach ponownie zajął 5. miejsce na tym dystansie.
Na igrzyskach olimpijskich w 1972 w Monachium zdobył brązowy medal w chodzie na 20 kilometrów. W tym samym roku ustanowił rekord świata w chodzie na 20 000 metrów (na bieżni) czasem 1:25:19,4 (razem z Peterem Frenkelem). Ponownie zwyciężył na 20 kilometrów w Pucharze Świata w chodzie w 1973 w Lugano. W Pucharze Świata w chodzie w 1975 w Le Grand-Quevilly zajął na tym dystansie 11. miejsce.
Na igrzyskach olimpijskich w 1976 w Montrealu był chorążym reprezentacji NRD. Zdobył na nich srebrny medal w chodzie na 20 kilometrów, przegrywając jedynie z Danielem Bautistą z Meksyku.
Reimann był mistrzem NRD na w chodzie 20 kilometrów w 1962, 1964, 1967 i 1972 (wspólnie z Peterem Frenkelem), wicemistrzem w 1965, 1968-1970, 1973 i 1976 oraz brązowym medalistą w 1966 i 1971, brązowym medalistą w chodzie na 35 kilometrów w 1965 (i srebrnym medalistą w drużynie w tym roku), a także wicemistrzem w chodzie na 50 kilometrów w  1965.
Startował w klubie SC Dynamo Berlin. Jego trenerem był Max Weber.